# Integrated Global Observing Strategy
Integrated Global Observing Strategy (IGOS) ist der seit 1984 von den G7-Staaten getragene organisatorische Rahmen zu Erdbeobachtungssystemen, die mit Satellitensystemen und oberflächenbasierten Systemen globale Umweltbeobachtungen von Atmosphäre, Meeren und Landoberflächen erfassen. Die Koordinierung der internationalen Anwendergruppen erfolgt über die nationalen Raumfahrtagenturen im Committee on Earth Observing Satellites (CEOS).

## Programme
- Global Earth Observing System of Systems (GEOSS)
- Global Climate Observing System (GCOS)
- Global Ocean Observing System (GOOS)
- Global Terrestrial Observing System (GTOS)
- World Ocean Circulation Experiment (WOCE)
- Tropical Oceans and Global Atmosphere (TOGA)
- Joint Global Ocean Flux Study (JGOFS)
- Joint WMO-IOC Technical Commission for Oceanography and Marine Meteorology. Integrated Global Ocean Service System (vormals IGOSS)
- Global Sea Level Observing System (GLOSS)